# Кузьмин, Иосиф Иосифович
Ио́сиф Ио́сифович Кузьми́н (19 мая (1 июня) 1910, Астрахань — 12 января 1996, Москва) — советский государственный деятель. Депутат Верховного Совета СССР 4—5 созывов. Член Центральной Ревизионной Комиссии КПСС (1956—1961).

## Биография
Родился в семье служащего.
- В 1926—1927 года — ученик столяра Астраханской столярной фабрики.
- В 1929—1931 года — маслёнщик, слесарь Астраханской городской электростанции.
- В 1937—1938 года — инженер, начальник технического отдела Московского прожекторного завода.
- В 1938—1939 года — секретарь парткома, парторг Московского прожекторного завода.
- В 1939—1940 года — ответственный контролёр КПК при ЦК ВКП(б), уполномоченный КПК по Куйбышевской области.
- В 1940—1947 года — заместитель председателя КПК при ЦК.
- В 1947—1952 года — член, заместитель председателя Бюро Совмина СССР по сельскому хозяйству и заготовкам.
- В 1952—1956 года — заместитель заведующего, заведующий промышленно-транспортным отделом ЦК КПСС.
- В 1956—1957 года — заведующий отделом машиностроения ЦК КПСС.
- В 1957—1959 года — председатель Государственного планового комитета СССР, первый заместитель председателя Совмина СССР, заместитель председателя Совмина СССР.
- В 1959—1960 года — председатель Государственного научно-экономического совета Совмина СССР — министр СССР.
- В 1960—1963 года — чрезвычайный и полномочный посол СССР в Швейцарии.
- В 1963—1972 года — эксперт-консультант, эксперт Отдела международных экономических организаций МИД СССР.

С 1972 года — персональный пенсионер союзного значения.
Похоронен на Троекуровском кладбище.

## Награды
- орден Ленина
- орден Отечественной войны I степени
- орден Красной Звезды
- орден «Знак Почёта»